# Eurofighter Typhoon
O Eurofighter Typhoon é um avião de caça e caça-bombardeiro europeu, desenvolvido por um programa conjunto envolvendo as empresas Alenia Aeronautica, BAE Systems e pela ADS (Airbus Defence and Space), ex-EADS e os governos do Reino Unido, Alemanha, Itália e Espanha.
Em janeiro de 2014 a EADS foi extinta pela Airbus, que criou uma nova divisão aeroespacial, a Airbus Defence and Space. A ADS passou a ser a responsável pela fabricação do caça, em sua unidade de aviões militares.

## Desenvolvimento

### Origens
No Reino Unido, já em 1971, iniciaram-se os trabalhos de desenvolvimento de uma aeronave tática e manobrável para substituir o SEPECAT Jaguar (que estava prestes a entrar em serviço na RAF). Esse trabalho logo se expandiu para incluir uma capacidade de superioridade aérea. Uma especificação intitulada Air Staff Target 403 (AST 403), em 1972, levou ao Hawker P.96, um projeto não construído com uma forma plana relativamente convencional, incluindo uma estrutura de cauda separada, no final da década de 1970.[carece de fontes?]
Simultaneamente, na Alemanha Ocidental, a exigência de um novo caça resultou na competição entre a Dornier, a VFW-Fokker e a Messerschmitt-Bölkow-Blohm (MBB) por um futuro contrato com a Luftwaffe conhecido como Taktisches Kampfflugzeug 90 ("Aeronave de Combate Tático 90"; TKF-90).  A Dornier colaborou com a Northrop nos EUA em um projeto aclamado, mas malsucedido, conhecido como Northrop-Dornier ND-102. A MBB foi bem-sucedida, com um projeto que incluía uma asa delta dobrada , controles de canard acoplados e estabilidade artificial.[carece de fontes?]
Em 1979, a MBB e a British Aerospace (BAe) apresentaram uma proposta formal aos seus respectivos governos para uma colaboração, a ser conhecida como European Collaborative Fighter,  ou European Combat Fighter (ECF). Em outubro de 1979, a empresa francesa Dassault juntou-se ao projeto ECF. Foi nesta fase de desenvolvimento que o nome Eurofighter foi atribuído pela primeira vez à aeronave. O desenvolvimento de três protótipos separados continuou, no entanto: a MBB continuou a refinar seu conceito TKF-90, e a Dassault produziu um design conhecido como ACX.[carece de fontes?]
Enquanto isso, embora o P.96 atendesse à especificação original do Reino Unido, ele foi cancelado por ser considerado pouco potencial para futuras atualizações. Além disso, havia um sentimento na indústria aeronáutica do Reino Unido de que o P.96 seria muito semelhante ao McDonnell Douglas F/A-18 Hornet, que na época se sabia estar em um estágio avançado de desenvolvimento. O P.96 não estaria disponível até muito depois do Hornet, que provavelmente atenderia e fecharia a maioria dos mercados de exportação potenciais para o P.96. A BAe então produziu duas novas propostas: o P.106B, um caça leve monomotor, superficialmente semelhante ao JAS 39 Gripen, e o bimotor P.110. A RAF rejeitou o conceito do P.106 alegando que ele tinha "metade da eficácia da aeronave bimotora a dois terços do custo".[carece de fontes?]
O projeto ECF entrou em colapso em 1981 por várias razões, incluindo requisitos diferentes, a insistência da Dassault na "liderança de design" e a preferência britânica por uma nova versão do RB199 para impulsionar a aeronave em comparação com a preferência francesa pelo novo Snecma M88 . 

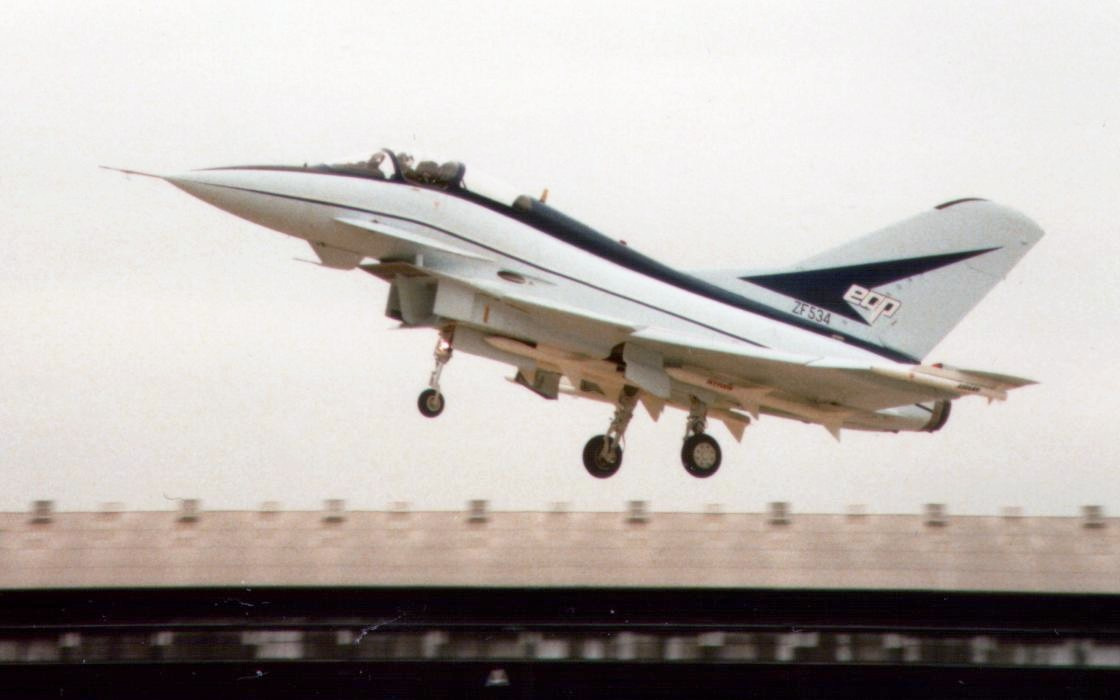
British Aerospace EAP ZF534 (para "Programa de Aeronaves Experimentais") no Farnborough Air Show, 1986

Consequentemente, os parceiros da Panavia (MBB, BAe e Aeritalia) lançaram o programa Agile Combat Aircraft (ACA) em abril de 1982. Os projetistas da BAe concordaram com a configuração geral do MBB TKF-90 proposto, embora rejeitassem algumas de suas características mais ambiciosas, como bicos de vetorização do motor e controles de borda de fuga ventilados - uma forma de controle da camada limite. O ACA, como o BAe P.110, tinha uma asa delta dobrada, canards e uma cauda dupla. Uma grande diferença externa foi a substituição das entradas de ar do motor montadas na lateral por uma entrada de ar. O ACA seria equipado com uma versão modificada do RB199. Os governos alemão e italiano retiraram o financiamento, e o Ministério da Defesa do Reino Unido (MoD) concordou em financiar 50% do custo com os 50% restantes a serem fornecidos pela indústria. A MBB e a Aeritalia assinaram e foi acordado que a aeronave seria produzida em dois locais: BAe Warton e uma fábrica da MBB na Alemanha. Em maio de 1983, a BAe anunciou um contrato com o MoD para o desenvolvimento e produção de um demonstrador ACA, o Programa de Aeronaves Experimentais.[carece de fontes?]
Em 1983, Itália, Alemanha, França, Reino Unido e Espanha lançaram o programa "Future European Fighter Aircraft" (FEFA). A aeronave deveria ter capacidades de decolagem e pouso curtos (STOL) e além do alcance visual (BVR). Em 1984, a França reiterou sua exigência por uma versão com capacidade para porta-aviões e exigiu um papel de liderança. Itália, Alemanha Ocidental e Reino Unido optaram por não participar e estabeleceram um novo programa EFA. Em Turim , em 2 de agosto de 1985, Alemanha Ocidental, Reino Unido e Itália concordaram em prosseguir com o Eurofighter; e confirmaram que a França, juntamente com a Espanha, havia optado por não prosseguir como membro do projeto. Apesar da pressão da França, a Espanha voltou a aderir ao projeto Eurofighter no início de setembro de 1985. A França retirou-se oficialmente do projeto para prosseguir com seu próprio projeto ACX, que se tornaria o Dassault Rafale.
Em 1986, o custo do programa atingiu £ 180 milhões. Quando o programa EAP começou, o custo deveria ser dividido igualmente entre o governo e a indústria, mas os governos da Alemanha Ocidental e da Itália vacilaram no acordo e o governo britânico e o financiamento privado tiveram que fornecer £ 100 milhões para impedir o fim do programa. Em abril de 1986, o British Aerospace EAP foi lançado na BAe Warton. O EAP voou pela primeira vez em 6 de agosto de 1986. O Eurofighter tem uma forte semelhança com o EAP. O trabalho de design continuou pelos próximos cinco anos usando dados do EAP. As necessidades iniciais eram: Reino Unido: 250 aeronaves, Alemanha: 250, Itália: 165 e Espanha: 100.  A parte do trabalho de produção foi dividida entre os países em proporção às suas aquisições projetadas – BAe (33%), DASA (33%), Aeritalia (21%) e Construcciones Aeronáuticas SA (CASA) (13%).
A Eurofighter Jagdflugzeug GmbH, sediada em Munique, foi fundada em 1986 para gerenciar o desenvolvimento do projeto  e a EuroJet Turbo GmbH, a aliança da Rolls-Royce, MTU Aero Engines, FiatAvio (agora Avio) e ITP para o desenvolvimento do EJ200. A aeronave era conhecida como Eurofighter EFA do final da década de 1980 até ser renomeada EF 2000 em 1992.
Em 1990, a seleção do radar da aeronave tornou-se um grande obstáculo. O Reino Unido, a Itália e a Espanha apoiaram o ECR-90 liderado pela Ferranti Defence Systems , enquanto a Alemanha preferiu o MSD2000 baseado no APG-65 (uma colaboração entre a Hughes , a AEG e a GEC-Marconi ). Um acordo foi alcançado depois que o Secretário de Defesa do Reino Unido, Tom King, garantiu ao seu homólogo da Alemanha Ocidental, Gerhard Stoltenberg, que o governo britânico aprovaria o projeto e permitiria que a subsidiária da GEC, Marconi Electronic Systems, adquirisse a Ferranti Defence Systems de sua controladora, o Ferranti Group, que estava em dificuldades financeiras e legais. A GEC retirou, portanto, seu apoio ao MSD2000. 
O voo inaugural do protótipo Eurofighter ocorreu na Baviera em 27 de março de 1994, pilotado pelo piloto de testes chefe da DASA, Peter Weger. Em dezembro de 2004, o Eurofighter Typhoon IPA4 iniciou três meses de testes ambientais frios (CET) na Base Aérea de Vidsel, na Suécia, cujo objetivo era verificar o comportamento operacional da aeronave e seus sistemas em temperaturas entre -25 e 31 °C. O voo inaugural da Aeronave de Produção Instrumentada 7 (IPA7), a primeira aeronave Tranche 2 totalmente equipada, ocorreu no campo de aviação de Manching da EADS em 16 de janeiro de 2008.

### Atrasos
Os encargos financeiros impostos à Alemanha pela reunificação levaram Helmut Kohl a fazer uma promessa eleitoral de cancelar o Eurofighter. No início e meados de 1991, o Ministro da Defesa alemão, Volker Rühe, tentou retirar a Alemanha do projeto em favor do uso da tecnologia Eurofighter em uma aeronave mais barata e leve. Devido à quantidade de dinheiro já gasta no desenvolvimento, ao número de empregos dependentes do projeto e aos compromissos vinculativos de cada governo parceiro, Kohl não pôde se retirar; "Os antecessores de Rühe se prenderam ao projeto por meio de um sistema de penalidades punitivas de sua própria criação."[carece de fontes?]
Em 1995, preocupações sobre o compartilhamento de trabalho apareceram. Desde a formação do Eurofighter, a divisão do compartilhamento de trabalho foi acordada em 33/33/21/13 (Reino Unido/Alemanha/Itália/Espanha) com base no número de unidades encomendadas por cada nação contribuinte, todas as nações então reduziram seus pedidos. O Reino Unido cortou seus pedidos de 250 para 232, a Alemanha de 250 para 140, a Itália de 165 para 121 e a Espanha de 100 para 87. De acordo com esses níveis de pedido, a divisão do compartilhamento de trabalho deveria ter sido 39/24/22/15 Reino Unido/Alemanha/Itália/Espanha, no entanto, a Alemanha não estava disposta a desistir de uma quantidade tão grande de trabalho. Em janeiro de 1996, após muita negociação entre parceiros alemães e britânicos, um acordo foi alcançado pelo qual a Alemanha compraria outras 40 aeronaves. A repartição do trabalho foi, portanto, de 37,42% no Reino Unido, 29,03% na Alemanha, 19,52% na Itália e 14,03% na Espanha.[carece de fontes?]
No Farnborough Airshow de 1996 , o Reino Unido anunciou o financiamento para a fase de construção do projeto.  Em 22 de dezembro de 1997, os ministros da defesa das quatro nações parceiras assinaram o contrato para a produção do Eurofighter.[carece de fontes?]

## Projeto

Cockpit da aeronave

Desenhos do Eurofighter Typhoon

Sua tecnologia inova em vários apetrechos que um caça a jato inferior não possui, como, por exemplo, a capacidade de alcançar a velocidade supersônica por longos períodos e chegar a esta velocidade sem o uso do pós combustor, ou seja, é capaz de voar em supercruise. Os caças normalmente ficam nesta velocidade por pouco tempo por causa da maior quantidade de combustível consumida.[carece de fontes?] Junto com esta tecnologia pode decolar utilizando poucos metros de pista, além do que é necessário a um consecutivo avião de guerra.

## Variantes
O Eurofighter é produzido em variantes de assento único e assento duplo. A variante de assento duplo não é usada operacionalmente, mas apenas para treinamento, embora seja capaz de combate. A aeronave foi fabricada em três padrões principais; sete Aeronaves de Desenvolvimento (DA), sete Aeronaves de Produção Instrumentada (IPA) padrão de produção para desenvolvimento posterior do sistema, e um número contínuo de Aeronaves de Produção em Série. As aeronaves de produção agora estão operacionais com as forças aéreas da nação parceira.
As aeronaves Tranche 1 foram produzidas a partir de 2000. As capacidades das aeronaves estão sendo aumentadas incrementalmente, com cada atualização de software resultando em um padrão diferente, conhecido como blocos. Com a introdução do  padrão bloco 5, o programa de retrofit R2 começou a trazer todas as aeronaves Tranche 1 para esse padrão.

## Vendas

### Alemanha
A  Alemanha fez uma encomenda de mais 38 Typhoons Tranche 4 em 11 de novembro de 2020. As aeronaves deverão substituir as aeronaves Tranche 1 atualmente em serviço, tendo a primeira fuselagem sido anunciada como estando em produção em novembro de 2022. As entregas deverão ocorrer a partir de 2025.
Em março de 2022, o governo alemão anunciou a decisão de comprar o Typhoon EK em vez do Boeing EA-18G Growler para substituir a antiga variante Tornado ECR a partir de 2030. Em 30 de novembro de 2023, o Comitê de Orçamento do Bundestag anunciou formalmente os planos de converter 15 Typhoons para o padrão de Guerra Eletrônica.
Em 5 de junho de 2024, foi anunciado que seriam encomendados mais 20 Typhoons, além dos 38 já encomendados.

### Itália
Em 23 de dezembro de 2024, foi feita uma encomenda no valor de € 7,5 bilhões de euros para 24 aeronaves.

### Espanha
A Força Aérea Espanhola comprou 45 Typhoons divididos em dois contratos.
O Halcon I foi assinado em junho de 2022 para a compra de 20 aeronaves e as entregas começarão a partir de 2026. O contrato é para 16 fuselagens monoposto e quatro biposto, todas no padrão Tranche 4. Espera-se que essas aeronaves substituam os EF-18 Hornets da Ala 46, com base na Base Aérea de Gando, nas Ilhas Canárias. 
O Halcon II seguiu em 12 de setembro de 2023 para a aquisição de mais 25 Typhoons. Essas aeronaves substituirão o restante da frota EF-18 Hornet, que deverá ser desativada em 2030. O governo espanhol anunciou que essas aeronaves seriam da configuração Tranche 5.

### Arábia Saudita
Em outubro de 2016, foi relatado que a BAE Systems estava em negociações com a Arábia Saudita sobre um pedido de mais 48 aeronaves. Em 9 de março de 2018, um memorando de intenções para os 48 Typhoons adicionais foi assinado durante a visita do príncipe herdeiro saudita Mohammed bin Salman ao Reino Unido.
Em janeiro de 2024, o governo alemão anunciou que não bloquearia mais a venda de 48 Typhoons para a Arábia Saudita. Em fevereiro de 2024, não houve confirmação oficial de que a venda ocorreria, pois outras aeronaves foram consideradas para fortalecer a frota de combate da Força Aérea Real Saudita.

### Egito
Em Janeiro de 2023, surgiram relatos de que o Egito iria adquirir 24 Typhoons como parte de um pacote de armas mais amplo de US$ 10 a 12 bilhões da Itália.

### Turquia
A Turquia também expressou interesse, em meio à hesitação dos Estados Unidos em entregar o último bloco de F-16s, e iniciou negociações com o Reino Unido. O Ministro da Defesa Yaşar Güler ressaltou o interesse contínuo da Turquia em adquirir Typhoons, dizendo que eles continuam sendo uma alternativa atraente, apesar dos recentes desentendimentos com a Alemanha sobre a compra potencial. "Se pudermos realizar os problemas que conversamos com nossos amigos, talvez não precisemos, mas precisamos agora. O Eurofighter é uma alternativa muito boa e queremos comprá-lo", disse Güler em uma entrevista televisionada à emissora privada NTV em 11 de dezembro de 2023.  A Turquia esperava que os Estados Unidos aprovassem uma proposta de venda de novos jatos F-16 e kits de modernização em troca de Ancara finalmente dar sinal verde para a admissão da Suécia na OTAN. Foi revelado em novembro de 2023 que a Turquia estava em negociações com o Reino Unido e a Espanha sobre a aquisição de 40 Typhoons. Qualquer venda exigiria a aprovação da Alemanha, que não foi concedida. O presidente Erdoğan estava na Alemanha quando as negociações foram reveladas, mas não terá levantado a questão com o chanceler alemão Olaf Scholz.
Em novembro de 2024, o Ministro da Defesa turco Yaşar Güler disse: "Compraremos 40 caças Eurofighter Typhoon", dando crédito à Itália, Espanha e Reino Unido por seu apoio em persuadir a Alemanha, que resistiu à venda por anos. Em março de 2025, o Reino Unido apresentou formalmente uma proposta da BAE Systems à Turquia para a compra de 40 jatos. Em abril de 2025, fontes de notícias alemãs próximas ao governo alegaram que o governo alemão estava bloqueando a exportação do Typhoon para a Turquia, expressando preocupações com os recentes desenvolvimentos políticos, especialmente a prisão do prefeito da oposição de Istambul, Ekrem İmamoğlu. No entanto, o Ministério da Defesa Nacional e o governo alemão negaram as alegações. Foi dito que a venda dos Eurofighter Typhoons foi uma decisão deixada para o novo governo alemão, que viu a venda de armas de forma positiva.
Em julho de 2025 durante a feira de defesa IDEF em Istambul, a Turquia e o Reino Unido celebraram um memorando de entendimento que aproxima Ancara da aquisição de até 40 caças Eurofighter Typhoon. O acordo preliminar foi assinado pelo ministro da Defesa turco, Yaşar Güler, e pelo secretário britânico de Defesa, John Healey. A expectativa de que o acordo seja concluído já no outono europeu (entre setembro e novembro).

### Outros
Outros países manifestaram interesse no caça, incluindo a Sérvia, Bangladesh, Colômbia, e Ucrânia.
Os seguintes países eliminaram formalmente o Typhoon dos seus programas de caça: Bélgica, Dinamarca, Singapura, Coreia do Sul, Suíça e Finlândia.

## Operadores

### Lista de países que operam o Eurofighter Typhoon
| Operadores     | Eurofighter Typhoon Pedidos | Eurofighter Typhoon Pedidos | Eurofighter Typhoon Pedidos | Eurofighter Typhoon Pedidos | Eurofighter Typhoon Pedidos | Eurofighter Typhoon Pedidos | Eurofighter Typhoon Entregas | Eurofighter Typhoon Entregas | Eurofighter Typhoon Entregas | Eurofighter Typhoon Entregas | Eurofighter Typhoon Entregas | Eurofighter Typhoon Entregas | Perdas | Aposentado | Em serviço | Notas         |
| Operadores     | Tranche 1                   | Tranche 2                   | Tranche 3A                  | Tranche 4                   | Tranche 4+/ 5               | Total                       | Tranche 1                    | Tranche 2                    | Tranche 3A                   | Tranche 4                    | Tranche 4+/ 5                | Total                        | Perdas | Aposentado | Em serviço | Notas         |
| -------------- | --------------------------- | --------------------------- | --------------------------- | --------------------------- | --------------------------- | --------------------------- | ---------------------------- | ---------------------------- | ---------------------------- | ---------------------------- | ---------------------------- | ---------------------------- | ------ | ---------- | ---------- | ------------- |
| Áustria        | 15                          | –                           | –                           | –                           | –                           | 15                          | 15                           | –                            | –                            | –                            | –                            | 15                           | 0      | 0          | 15         | [ 49 ]        |
| Alemanha       | 33                          | 79                          | 31                          | 38                          | 20                          | 201                         | 33 (0 / -2)                  | 79 (-2 / -1)                 | 31                           | 0 +38                        | 0 +20                        | 143                          | -2     | -3         | 138        | [ 51 ] [ 52 ] |
| Itália         | 28                          | 47                          | 21                          | 24                          | –                           | 120                         | 28 (-27) (-1 / 0)            | 47 (-1 / 0)                  | 21 (-1 / 0)                  | 0 +24                        | –                            | 96                           | -3     | 0          | 93         | [ 54 ] [ 55 ] |
| Kuwait         | –                           | –                           | 28                          | –                           | –                           | 28                          | –                            | –                            | 15 (+13)                     | –                            | –                            | 15                           | 0      | 0          | 15         | [ 56 ] [ 57 ] |
| Omã            | –                           | –                           | 12                          | –                           | –                           | 12                          | –                            | –                            | 12                           | –                            | –                            | 12                           | 0      | 0          | 12         | [ 58 ] [ 59 ] |
| Catar          | –                           | –                           | 24                          | 12                          | –                           | 36                          | –                            | –                            | 22 (+2)                      | 0 +12                        | –                            | 22                           | 0      | 0          | 22         | [ 62 ]        |
| Arábia Saudita | 0                           | 48                          | 24                          | –                           | –                           | 72                          | –                            | 48 (-1 / 0)                  | 24                           | –                            | –                            | 72                           | -1     | 0          | 71         | [ 63 ]        |
| Espanha        | 19                          | 34                          | 20                          | 45                          | –                           | 118                         | 19 (-2 / 0)                  | 34 (-2 / 0)                  | 20                           | 0 +45                        | –                            | 73                           | -4     | 0          | 69         |               |
| Reino Unido    | 53                          | 67                          | 40                          | –                           | –                           | 160                         | 53 (-1 / -52)                | 67                           | 40                           | –                            | –                            | 160                          | -1     | -52        | 107        | [ 66 ] [ 67 ] |
| TOTAL          | 148                         | 275                         | 200                         | 119                         | 20                          | 762                         | 148                          | 275                          | 183                          | 0                            | 0                            | 608                          | -11    | -55        | 542        |               |

### Resumo
Reino Unido
- Força Aérea Real – 160 encomendados, todos entregues até setembro de 2019.[68] Em 21 de agosto de 2023, a RAF tinha 137 aeronaves, com 102 em serviço.[69]

 Alemanha
- Força Aérea Alemã – 143 encomendados e todos entregues. Em 14 de março de 2025, 138 estavam em serviço.[70] 38 aeronaves Tranche 4 encomendadas no âmbito do Projeto Quadriga.[71] 15 aeronaves a serem atualizadas para o padrão Typhoon EW (Guerra Eletrônica).[72] Um Eurofighter F-2000A da força aérea italiana

 Itália

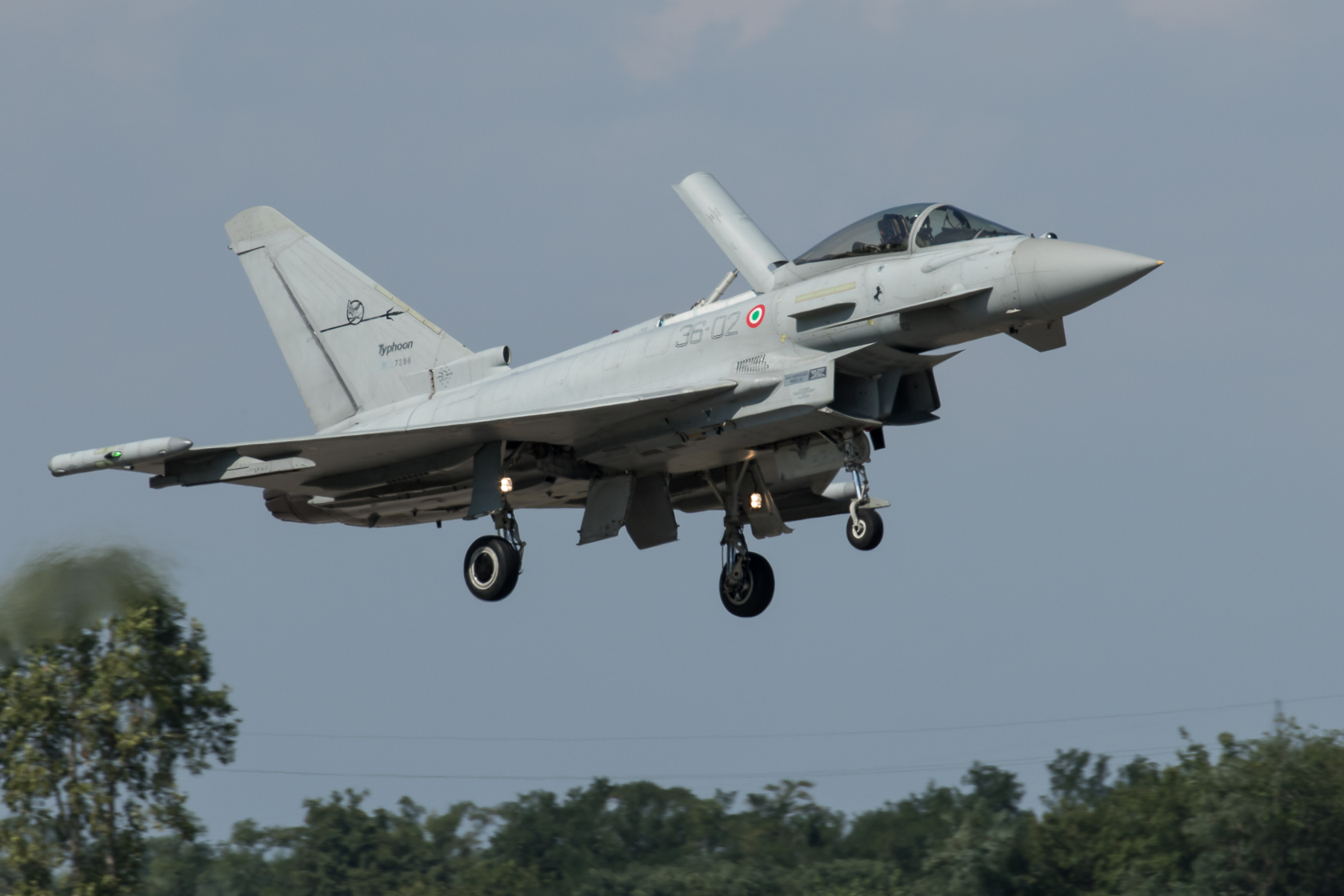
Um Eurofighter F-2000A da força aérea italiana

- Força Aérea Italiana – 96 encomendadas, das quais 96 entregues e 93 em operação em agosto de 2024.[73] Mais 24 aeronaves foram encomendadas em 23 de dezembro de 2024 por € 7,5 bilhões.[74][75]

 Arábia Saudita
- Força Aérea Real Saudita – 71 aeronaves em operação em junho de 2018, das 72 entregues.[76]

 Espanha
- Força Aérea Espanhola – 73 encomendados, todos entregues até outubro de 2020, com 70 em operação em outubro de 2020.[77] Mais 20 aeronaves foram encomendadas.[78][79] Em 20 de dezembro de 2024, o governo espanhol assinou um contrato com a NATO Eurofighter e a Tornado Management Agency (NETMA), sediada em Munique, Alemanha, para a aquisição de mais 25 aeronaves Eurofighter, conhecidas como programa Halcon II. Totalizando 45 entregas pendentes.[80][81]

 Catar
- Força Aérea do Catar – 24 encomendados, 10 entregues em março de 2023.[82][83][84][85] Mais 12 aeronaves encomendadas em 2024.[86]

 Áustria
- Força Aérea Austríaca – 15 entregues[87]

 Kuwait
- Força Aérea do Kuwait – 28 encomendados[88] com 15 entregues até 31 de março de 2024.

 Omã
- Força Aérea Real de Omã – 12 encomendados em dezembro de 2012 om todos entregues até junho de 2018. [89][90]

## Aeronaves Perdidas
- Espanha - 1 aeronave Typhoon caiu no dia 24 de agosto de 2010 em Móron, próximo de Seville na Espanha, logo após decolar. Um Tenente Coronel saudita morreu na queda e o instrutor espanhol conseguiu se ejetar com segurança.[91]

- Reino Unido - 1 aeronave Typhoon danificou-se severamente após o piloto realizar um pouso sem baixar os trens de pouso, devido a mal funcionamento. A aeronave pertence à RAF, estava em treinamento nos Estados Unidos e fez o pouso em China Lake, Califórnia, no dia 28 de maio de 2014. O piloto sobreviveu ao acidente.[92]

- Espanha - 1 aeronave Typhoon caiu no dia 9 de junho de 2014 em Morón, próximo de Seville na Espanha. O piloto Major Fernando Lluna Carrascosa, de 30 anos morreu no local da queda.[93]
- Espanha - 1 aeronave Typhoon caiu no dia 12 de outubro de 2017 em Albacete, no sudeste da Espanha. O Capitão de Borja Aydad não conseguiu se ejetar e morreu no local da queda.[94]

- Arábia Saudita - 1 aeronave Typhoon caiu no dia 14 de setembro, caiu na província Abhyan no Iêmen devido a falhas técnicas, durante as operações militares da Arábia Saudita contra os rebeldes Houthi. O piloto Tenente Coronel Muhanaa Al-Baiz morreu na queda.[95]

- Itália - 1 aeronave Typhoon caiu no dia 24 de setembro durante uma apresentação aérea, caiu no mar da Terracina, a 76 km ao sul de Roma. O piloto não conseguiu se ejetar e morreu no local da queda.[96]

- Alemanha - 2 aeronaves Typhoon colidiram em voo no dia 24 de junho de 2019 na Alemanha enquanto estavam voando em uma missão de combate aéreo junto com um terceiro Typhoon. Ambos os pilotos conseguiram ejetar da aeronave, um piloto foi encontrado em boas condições de saúde enquanto o outro foi declarado como morto.[97]

- Itália - 1 aeronave Typhoon caiu perto de Trapani, no oeste da Sicília. O caça a jato da 37ª Asa estava voltando para a base aérea siciliana de uma missão de treinamento quando caiu.[98]

## Especificações
Dados do RAF Typhoon,  Air Forces Monthly,  Superfighters ,  e Brassey's Modern Fighters
Características gerais
- Tripulação: 1 ou 2

Desenhos do Eurofighter Typhoon

- Comprimento: 15,96 m (52 pés e 4 pol.)
- Envergadura: 10,95 m (35 pés e 11 pol.)
- Altura: 5,28 m (17 pés e 4 pol.)
- Área da asa: 51.2 m2 (551 sq ft)
- Peso vazio: 11.000 kg (24.251 lb)
- Peso bruto: 16.000 kg (35.274 lb)
- Peso máximo de decolagem: 23.500 kg (51.809 lb)
- Capacidade de combustível: interna 4.500 kg (9.900 lb) (aproximadamente), incluindo armazenamento externo 7.600 kg (16.800 lb).[100][101]
- Motor: 2 motores turbofan de pós-combustão Eurojet EJ200 , 60 kN (13.500 lbf) de empuxo cada   seco, 90 kN (20.200 lbf) com pós-combustor

Desempenho
- Velocidade máxima: 2.495 km/h (1.550 mph, 1.347 kn) a 11 km de altitude  — ou Ma 2,35[102][103]
  - 1.530 km/h (950 mph; 830 kn) ao nível do mar  — ou Ma 1,25
  - Super cruzeiro: Ma 1,5[104]
- Alcance: 2.900 km (1.800 milhas, 1.600 milhas náuticas)
- Alcance de combate: 1.389 km (863 mi, 750 nm) ataque terrestre[105]
  - 601 km (325 milhas náuticas; 373 milhas) de ataque terrestre
- Alcance da balsa: 3.790 km (2.350 mi, 2.050 nmi) com 3 tanques de descarga
- Resistência: 3 horas de patrulha aérea de combate (defesa aérea) a 185 km (100 nmi; 115 mi) 
  - 10 minutos de voo de defesa aérea a 1.389 km (750 milhas náuticas; 863 milhas)
- Teto de serviço: 16.764 m (55.000 pés)
- Altitude máxima de voo: 20 km (65.000 pés)
- limites g: + 9 / - 3[106]
- Taxa de subida: 315 m/s (62.000 pés/min)[107]
- Carga de asa: 312 kg/m 2 (64 lb/pé quadrado)
- Empuxo/peso : 1,15 (configuração interceptora)[108]
- Aceleração de frenagem para decolagem: <8  s
- Freios desligados para aceleração supersônica: <30  s
- Freios até Mach 1,6 a 11.000 m (36.000  pés): <150  s

Armamento
- Armas: 1 canhão revólver Mauser BK-27 de 27 mm com 150 cartuchos.
- Pontos de fixação: Total de 13: 8 × sob as asas; e 5 × estações de pilone sob a fuselagem; suportando mais de 9.000 kg (19.800 lb) de carga útil. A configuração multifuncional típica para um Tranche 2-P1E seria 4 × AMRAAM, 2 × ASRAAM/IRIS-T, 4 × EGBU-16/Paveway-IV, 2 × tanques de combustível supersônicos de 1000 litros e um pod de mira.[109]
- Mísseis:
  - Mísseis ar-ar:
    - AIM-120 AMRAAM
    - Meteor MBDA
    - IRIS-T
    - AIM-132 ASRAAM
    - AIM-9 Sidewinder

  - Mísseis ar-superfície:
    - Storm Shadow/Scalp EG
    - Brimstone
    - AGM-88 HARM
    - Taurus KEPD 350
    - SPEAR 3[110][111]

  - Mísseis antinavio:
    - Marte ER (até 6 mísseis anti-navio Marte ER em 6 pontos rígidos)[112][113]
    - Joint Strike Missile (planejado)
- Bombas:
  - Série Paveway II/III/Enhanced Paveway de bombas guiadas a laser (LGBs)
  - Paveway IV de 500 libras
  - Bomba de pequeno diâmetro (planejada para P2E)
  - Munição Conjunta de Ataque Direto (JDAM), trabalho iniciado em 2018[114]
  - ESPERANÇA/HOSBO , no futuro
  - Especiarias 250[115]
- Outros:
  - Até 3 tanques de descarga de 1000L para voos de balsa ou tempo de espera/permanência prolongado
  - Tanques de combustível conformes na Tranche 3 ou posterior